# Cirrhigaleus australis
Cirrhigaleus australis är en hajart som beskrevs av White, Last och Stevens 2007. Cirrhigaleus australis ingår i släktet Cirrhigaleus och familjen pigghajar. IUCN kategoriserar arten globalt som otillräckligt studerad. Inga underarter finns listade i Catalogue of Life.